# Ctenomys minutus
Ctenomys minutus är en däggdjursart som beskrevs av Alfred Nehring 1887. Ctenomys minutus ingår i släktet kamråttor och familjen buskråttor. IUCN kategoriserar arten globalt som otillräckligt studerad. Inga underarter finns listade i Catalogue of Life. Wilson & Reeder (2005) skiljer mellan två underarter.
Denna gnagare förekommer i södra Brasilien vid havet samt i sydvästra Brasilien vid gränsen mot Bolivia. Några individer som hittades i Bolivia tillhör kanske denna art. Habitatet utgörs av torra buskskogar. Individerna skapar underjordiska bon och lever i kolonier.